# Canal Burro Muerto
El canal Burro Muerto es un curso natural de agua que fluye de norte a sur en el lado noreste del llano de la cuenca del salar de Atacama y que alimenta las lagunas Chaxas y Barros Negros.
Aunque su nombre sugiere una vía artificial, no lo es. No existe consenso científico sobre el mechanismo de recarga del canal, que podría provenir del norte, del oeste o de la escorrentía que baja del este.
El "canal" une las lagunas nombradas, pero viene desde el norte con un largo trayecto anterior.